# 와르바섬

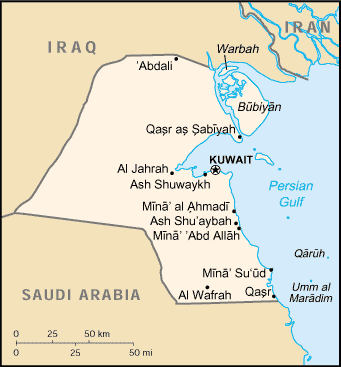
와르바섬을 보여주는 쿠웨이트의 지도

와르바섬(Warbah Island)은 페르시아만에 위치한 쿠웨이트에 속하는 섬으로, 유프라테스강구 주변에 위치한다. 쿠웨이트 본토에서 동쪽으로 약 100미터 지점, 부비얀섬에서 북쪽으로 1.5킬로미터 지점, 이라크 본토에서 남쪽으로 1킬로미터 지점에 위치한다. 길이는 약 15킬로미터, 너비는 5킬로미터, 총 면적은 37제곱 킬로미터이다.
이 섬은 주민은 없지만 유엔에 의해 일부 자금 지원을 받는, M-1이라는 이름의 해안경비대가 있다.